# Руска књижевност
Руска књижевност се односи на књижевност Русије и њених емиграната. Књижевност на руском језику се развија и у неким државама које су раније биле део царске Русије и СССР-а. Пре 19. века, руска књижевност је била практично непозната у иностранству. Од око 1830, руска књижевност улази у своје „златно доба“, које је започео песник Александар Пушкин, а чији су врхунац представљали романописци Лав Толстој и Фјодор Достојевски, односно драматург и приповедач Антон Чехов.

## Историјат
Под појмом "Староруска књижевност", сматра се период од 11. века - 16. века, што обухвата и руску књижевност средњег века.
Свесловенска писменост настаје увођењем хришћанства код Словена, а посебно њиховим описмењавањем, увођењем ћирилице, за шта су заслужни Ћирило и Методије. Годином зачетка писмености код Словена, сматра се 863.
Примивши хришћанство од Византије, Русија јој се потчинила у духовном односу, па су први богослужитељи и књижевници били Грци. На самом зачетку староруске књижевности, она се састојала од грчких превода (књиге св. Писанија, творенија св. отаца, житија светаца, зборници мудрих изрека и слично). Временом, Русија се удаљавала од Византије и њеног утицаја, па су тако настајала и дела оригиналне књижевности, писана на руској редакцији старословенског језика, званом још и рускословенски језик. До 1240. године, ова држава се звала Кијевска Русија рус. Киевская Русь. Падом Византије, односно Цариграда, године 1453. је Московска држава преузела њено наслеђе као „Трећи Рим“.
Први писани текстови су се у Кијевској Русији појавили у 11. веку. Стара руска књижевност се бавила углавно религијским, схоластичким темама, при чему је нарочито популаран жанр житија светих (жития святых).

#### Жанрови
- Житије светих
- Летопис
- Јеванђеље
- Хожденије
- Патерик
- Билине (руске епске песме)

#### Значајнија дела
- Слово о Игоровом походу (старорус. Слово о плъку Игоревѣ)
- Повест минулих лета
- Писма на брезиној кори (Берестяные грамоты)
- Мољење Данила Заточеника (Моление Даниила Заточника)
- Житије Бориса и Глеба
- Новгородски кодекс
- Поука Владимира Мономаха
- Слово о Закону и Благодати
- Житије Петра и Февроније
- Повест о новгородској белој камилавци
- Хожденије преко три мора - Афанасија Никитина
- Житије Александра Невског
- Слово о пропасти руске земље
- Кијево-печерски патерик

#### Аутори
- Пахомије Србин
- Кнез Владимир Мономах
- Сергеј Радоњешки
- Григорије Цамблак
- Епифаније Премудри
- Иван Пересветов
- Протопоп Авакум
- Данило Ходочасник
- Симеон Полоцки
- Теодосије Печерски

### Новија руска књижевност
Новија руска књижевност се појавила на прелазу из 17. у 18. век. Заснивала се на западноевропским узорима, на традицији грчко-римске цивилизације и духа хуманизма. Новија руска књижевност је писана народним, руским језиком. Приближавање Русије западним узорима везује се за доба владавине Петра Великог и Катарине Велике.

#### 18. век
После преузимања престола крајем 17. века, утицај Петра Великог на руску културу проширио се далеко у 18. век. Његова владавина почетком 18. века покренула је низ модернизацијских промена у руској књижевности. Реформе које је спровео подстакле су руске уметнике и научнике да учине иновације у свом раду. Петров пример је поставио преседан за остатак 18. века када су руски писци почели да формирају јасне идеје о начину правилне употребе и напредовању руског језика. Својим расправама о версификацији руског језика и тону руске књижевности, писци у првој половини 18. века могли су да поставе темеље за дирљивије, актуелније дело с краја 18. века.
Сатиричар Антиох Дмитријевич Кантемир, 1708–1744, био је један од првих руских писаца који је хвалио не само идеале реформи Петра I, већ и идеале растућег покрета просветитељства у Европи. У Кантемировим делима редовно се изражавало његово дивљење Петру, посебно у његовом епу посвећеном цару под називом Петрида . Чешће је, међутим, Кантемир индиректно хвалио Петров утицај кроз његову сатиричну критику руске „површности и мрачњаштва“, које је видео као манифестације заосталости коју је Петар покушао да исправи својим реформама. Кантемир је испоштовао ову традицију реформе не само својом подршком Петру, већ и покретањем деценијске дебате о правилној слоговној версификацији руског језика.
Василиј Кирилович Тредијаковски, песник, драматург, есејиста, преводилац и савременик Антиоха Кантемира, такође се нашао дубоко укорењен у конвенцијама просветитељства у свом раду са Руском академијом наука и својим револуционарним преводима француских и класичних дела на руски језик. Прекретница у руској књижевности, његов превод дела Пола Талеманта Путовање на острво љубави, био је први који је употребио руски народни језик насупрот формалном и застарелом црквенословенском. Овај увод је поставио преседан да се световна дела буду писана на народном језику, док би црквени текстови остали на црквенословенском. Међутим, његов рад је често био невероватно теоријски, фокусиран на промовисање верификације језика којим је говорио.
Док се Тредијаковскљев приступ писању често описује као веома ерудитан, млади писац и научни ривал Тредијаковском, Александар Петрович Сумароков, 1717–1777, био је посвећен стиловима француског класицизма. Сумароковљево интересовање за форму француске књижевности одражавало је његову приврженост западњачком духу из доба Петра Великог. Иако се често није слагао са Тредијаковским, Сумароков је такође заговарао употребу једноставног, природног језика како би се публика диверзификовала и ефикасније користио руски језик. Као и његове колеге и колеге, Сумароков је величао наслеђе Петра I, пишући у свом манифесту Посланица о поезији: „Велики Петар баца громове са обала Балтика, руски мач блиста у свим крајевима васионе“. Политика вестернизације Петра Великог и демонстрација војне вештине природно је привукла Сумарокова и његове савременике.
Михаил Васиљевич Ломоносов је посебно изразио своју захвалност и посвећеност Петровом наслеђу у свом недовршеном Петру Великом, Ломоносовљева дела су се често фокусирала на теме које изазивају страхопоштовање, величанственост, и стога је био привучен ка делу владара због грандиозности његовог војних, архитектонских и културних подвига. За разлику од Сумароковљеве привржености једноставности, Ломоносов је фаворизовао веровање у хијерархију књижевних стилова подељених на високе, средње и ниске. Овај стил је олакшао Ломоносовљево грандиозно, високоумно писање и употребу како народног тако и црквенословенског.
Михаил Васиљевич Ломоносов је посебно изразио своју захвалност и посвећеност Петровом наслеђу у свом недовршеном Петру Великом, Ломоносовљева дела су се често фокусирала на теме које изазивају страхопоштовање, величанственост, и стога је био привучен ка делу владара због грандиозности његовог војних, архитектонских и културних подвига. За разлику од Сумароковљеве привржености једноставности, Ломоносов је фаворизовао веровање у хијерархију књижевних стилова подељених на високе, средње и ниске. Овај стил је олакшао Ломоносовљево грандиозно, високоумно писање и употребу како народног тако и црквенословенског.
Други су, међутим, изабрали теме које су мање увредљиве за аутократе. Николај Карамзин, 1766–1826, на пример, познат је по свом залагању да руски писци усвоје особине у поезији и прози као што су појачан осећај емоција и физичка сујета, које се у то време сматрало женственим, као и да подржавају женски циљ. руски писци. Карамзинов позив мушким писцима да пишу женствено није био у складу са просветитељским идеалима разума и теорије, који се сматрају мушким атрибутима. Стога његова дела нису била општеприхваћена; међутим, они су у неким областима друштва одражавали растуће поштовање, или барем амбивалентност према женској владарки у Катарини Великој. Овај концепт је најавио еру посматрања женских карактеристика у писању као апстрактног концепта повезаног са атрибутима лакомислености, сујете и патоса.
Неки писци су, пак, били директнији у похвалама Катарини II. Гаврил Романович Державин, познат по својим одама, често је своје песме посвећивао царици Катарини. За разлику од већине својих савременика, Державин је био веома одан својој држави; служио је у војсци, пре него што је дошао до разних улога у влади Катарине II, укључујући секретара царице и министра правде.
Денис Фонвизин, аутор пре свега комедија, пришао је теми руског племства критички. Фонвизин је сматрао да племство треба да настави да има третман по стандардима који су били под владавином Петра Великог, током које је квалитет оданости држави био награђен. Његови радови су критиковали садашњи систем за награђивање племства, а да га не сматрају одговорним за дужности које су некада обављали. Користећи сатиру и комедију, Фонвизин је подржавао систем племства у којем је елита била награђивана на основу личних заслуга, а не на основу хијерархијског фаворизовања које је било распрострањено током владавине Катарине Велике.

#### 19. век или златно доба
Деветнаести век је означио врхунац руске књижевности, а ова епоха се назива и „златно доба“. Епоху романтизма обележили су песнички таленти: Жуковски и Пушкин. Александар Сергејевич Пушкин је својим делима дефинисао стандард модерног руског језика. После њега су се појавили и други талентовани песници: Михаил Љермонтов, Фјодор Тјутчев, Алексеј Толстој, Николај Њекрасов.
Књижевно стваралаштво у прози је имало прво велико име у Николају Гогољу. За њим су се појавили Николај Лесков, Иван Тургењев и Иван Гончаров. Врхунац руског и светског романа су означили великани Фјодор Достојевски и Лав Толстој. Плодни писац приповедака Антон Чехов истакао се и као најзначајнији писац драма свога доба.
19. век се традиционално назива „златном ером” руске књижевности. Романтизам је дозволио процват посебно поетског талента: Василиј Жуковски, а касније и његовог штићеника Александра Пушкина, дошла су до изражаја. Пушкин је заслужан и за кристализацију књижевног руског језика и за увођење новог нивоа уметности у руску књижевност. Његово најпознатије дело је роман у стиховима Евгеније Оњегин (1833). Пушкиновим стопама следила је читава нова генерација песника, укључујући Михаила Љермонтова (познатог и по роману Херој нашег времена, 1841), Јевгенија Баратинског, Константина Батјушкова, Николаја Некрасова, Алексеја Константиновича Толстоја, Фјодора Тјучева и Афанасија Фета. 
Од писаца осталих жанрова, значајни су писац басни Иван Крилов, есејиста, филозоф и револуционар Александар Херцен, писци драма Александар Островски и Александар Грибоједов, а у публицистици новинар Михаил Катков, обер-прокурор светог Синода Константин Победоносцев и кнез Владимир Мешчерски.

#### Почетак 20. века
Почетком 20. века у руској књижевности је доминирало песничко стваралаштво. Поред ослањања на књижевне традиције 19. века, у руској књижевности су се појавила нова струјања: симболизам, акмеизам и футуризам. У књижевној критици настаје нова теорија књижевности под именом руски формализам.
Познати песници овог доба били су: Александар Блок, Сергеј Јесењин, Марина Цветајева, Ана Ахматова, Андреј Бели, Осип Манделштам и Борис Пастернак. Најавангарднији међу њима били су Владимир Мајаковски и Велимир Хлебњиков.
Мање су познати прозни писци, међу којима су вредни пажње Иван Буњин и Александар Куприн.

### Совјетска литература
И у совјетско доба, после 1917, појавили су се великани у руској литератури. Међу њима су: Максим Горки, Михаил Шолохов, Валентин Катајев, Алексеј Толстој и Иљф и Петров. Значајна дела у књижевности за децу написали су Самуил Маршак и Корнеј Чуковски.
Након успостављања бољшевичке власти, Мајаковски је радио на тумачењу чињеница нове стварности. Његова дела, као што су „Ода револуцији” и „Леви марш” (оба 1918), донела су иновације у поезију. Мајаковски у „Левом маршу” позива на борбу против непријатеља руске револуције. Песма 150 000 000 (1921) говори о водећој улози маса у револуцији. У песми Владимир Иљич Лењин (1924), Мајаковски се осврће на живот и рад вође руске револуције и приказује их на широкој историјској позадини. У песми У реду! (1927), Мајаковски пише о социјалистичком друштву као о „пролећу човечанства”. Мајаковски је био кључан у стварању нове врсте поезије у којој је политика играла главну улогу.
У време када је у Совјетском Савезу званично доминирала епоха социјалистичког реализма, неки књижевници су стварали по узору на традиције класичне руске књижевности, без наде да ће бити званично признати у друштву. То су били: Михаил Булгаков, Борис Пастернак, Андреј Платонов, Јури Трифонов, Данил Хармс, Исак Бабел и Василиј Гросман. Њихова дела су често објављивана деценијама после настанка и то у цензурисаним верзијама.
У пост-стаљинистичкој Русији, социјал-реализам је остао једини званично прихваћен стил. Књижевници попут Александра Солжењицина, Венедикта Јерофејева или Леонид Ципкин засновали су традицију „самиздата“ (литературе створене и штампане у тајности).
Палета књижевног стваралаштва је ишла од класичног, реалистичног романа до научне фантастике. Било која врста фикције која се бавила окултним, било хорор, фантастика оријентисана на одрасле или магични реализам, била је непожељна у Совјетској Русији. До 1980-их написано је врло мало књига у овим жанровима, а још мање је објављено, иако раније књиге, попут Гогоља, нису биле забрањене.
Дечја књижевност се у Совјетском Савезу сматрала главним жанром због своје образовне улоге. Велики део раних совјетских дечјих књига чиниле су песме: Корнеј Чуковски (1882–1969), Самуил Маршак (1887–1964) и Агнија Барто (1906–1981) били су међу најчитанијим песницима. Жанру су допринели и „песници за одрасле“ као што су Мајаковски и Сергеј Михалков (1913–2009). Неке од ране совјетске дечје прозе састојале су се од лабавих адаптација страних бајки непознатих у савременој Русији. Алексеј Н. Толстој (1882–1945) написао је Буратино, безбрижну и скраћену адаптацију Пинокија Карла Колодија . Александар Волков (1891–1977) представио је фантазију совјетској деци својим слободним преводом Чудесног чаробњака из Оза Л. Франка Баума, објављеног као Чаробњак из Смарагдног града 1939. године, а затим је написао серију од пет наставака, без везе са Баумом. Други значајни аутори су Николај Носов (1908–1976), Лазар Лагин (1903–1979), Виталиј Бјанки (1894–1959) и Владимир Сутејев (1903–1993).
Неки руски књижевници су били успешни у емиграцији, као на пример: Иван Буњин, Александар Куприн, Марина Цветајева, или Владимир Набоков.

### Савремена руска књижевност
У савременој руској књижевности позната је група постмодерних аутора. Најпознатији и најрадикалнији међу њима је Владимир Сорокин.
Око 30 милиона Руса живи ван граница Русије, тако да се руска књижевност развија у многим земљама (Белорусија, Украјина, Казахстан, Немачка, Израел, САД).
Године 1990. у Русији је произведено 1,6 милијарди књига, а 2004. свега 562 милиона.

#### Нови реализам
Од године 2000, појавила се нова генерација руских књижевника међу којима су најистакнутији: Ирина Денешкина („Дај ми“, Дай Мне), Иља Стогов („mASIAfucker”, „Мачо мушкарци не плачу“ (рус. Мачо Не Плачут)), и политички аутор Сергеј Шаргунов. Одрасли у времену после распада Совјетског Савеза, они пишу о свакодневици живота младих у капиталистичком систему, лишени мистичних и надреалистичких тема карактеристичних за раније генерације.

## Утицаји
Шкотски песник Роберт Бернс постао је 'народни песник' у Русији. У доба царства руска аристократија је била толико ван додира са сељаштвом да је Бернс, преведен на руски, постао симбол за обичне руске људе. Нови превод Бурнса, који је 1924. започео Самуил Маршак, показао се изузетно популарним и продан је у преко 600.000 примерака.
Лорд Бајрон је имао велики утицај на скоро све руске песнике Златне ере, укључујући Пушкина, Вјаземског, Жуковског, Батјушкова, Баратинског, Делвига и, посебно, Љермонтова.
Писци као што су Виктор Иго и Оноре де Балзак били су веома утицајни. Такође, Жил Верн је инспирисао неколико генерација руских писаца научне фантастике.в

## Руски добитници Нобелове награде за књижевност
- 1933. - Иван Алексејевич Буњин
- 1958. - Борис Леонидович Пастернак (одбио награду)
- 1965. - Михаил Александрович Шолохов
- 1970. - Александар Исајевич Солжењицин
- 1987. - Јозеф Бродски (руски Американац, писао на руском и енглеском)